# Mongolischer Kalender
Zwei mongolische Kalendersysteme sind zu unterscheiden:
- der moderne Kalender (аргын тоолол ‚methodische Chronologie‘)
- der traditionelle Kalender (билгийн тоолол ‚kluge Chronologie‘)

## Moderner Kalender
Im modernen Kalender werden Jahre, Monate und Tage nach westlichem Muster durchgezählt.
Auch die Wochentage können durchgezählt werden, beginnend mit dem Montag. Auf die Arbeitszeitregelung der kommunistischen Zeit geht die Bezeichnung von Samstag als ‚halber guter Tag‘ und Sonntag als ‚ganzer guter Tag‘ in der Mongolei zurück, während in der Inneren Mongolei nach chinesischem Vorbild der Samstag ‚Sechs der Woche‘ und der Sonntag schlicht ‚Tag der Woche‘ heißt. Förmlicher sind die aus dem Tibetischen übernommenen Benennungen nach Himmelskörpern.
| Wochentage | Mongolei          | Innere Mongolei     | Tibetisch       |
| ---------- | ----------------- | ------------------- | --------------- |
| Montag     | 1. нэгдэх өдөр    | 1 ᠭᠠᠷᠠᠭ ᠦᠨ ᠨᠢᠭᠡᠨ    | даваа ᠳᠠᠸᠠ ☾    |
| Dienstag   | 2. хоёрдахь өдөр  | 2 ᠭᠠᠷᠠᠭ ᠦᠨ ᠬᠣᠶᠠᠷ    | мягмар ᠮᠢᠭᠮᠠᠷ ♂ |
| Mittwoch   | 3. гуравдахь өдөр | 3 ᠭᠠᠷᠠᠭ ᠦᠨ ᠭᠣᠷᠪᠠᠨ   | лхагва ᡀᠠᠭᠪᠠ ☿  |
| Donnerstag | 4. дөрөвдэх өдөр  | 4 ᠭᠠᠷᠠᠭ ᠦᠨ ᠳᠦᠷᠪᠡᠨ   | пүрэв ᠫᠦᠷᠪᠦ ♃   |
| Freitag    | 5. тавдахь өдөр   | 5 ᠭᠠᠷᠠᠭ ᠦᠨ ᠲᠠᠪᠣᠨ    | баасан ᠪᠠᠰᠠᠩ ♀  |
| Samstag    | хагас сайн өдөр   | 6 ᠭᠠᠷᠠᠭ ᠦᠨ ᠵᠢᠷᠭᠣᠭᠠᠨ | бямба ᠪᠢᠮᠪᠠ ♄   |
| Sonntag    | бүтэн сайн өдөр   | ᠭᠠᠷᠠᠭ ᠦᠨ ᠡᠳᠦᠷ       | ням ᠨᠢᠮ᠎ᠠ ☉      |
In der ersten Hälfte des 20. Jahrhunderts diente als Epoche nicht Christi Geburt, sondern das Jahr 1911, bezeichnet mit dem Regierungsmotto des Bogd Khan (олноо өргөгдсөн ‚erhöht durch viele‘) bzw. ab 1924 als „Jahr des mongolischen Staates“.

## Traditioneller Kalender
Grundlage des traditionellen Lunisolarkalenders sind 12 Tierzeichen (Maus, Rind, Tiger, Hase, Drache, Schlange, Pferd, Schaf, Affe, Huhn, Hund, Schwein). Er stammt vermutlich (wie die mongolische Schrift) von den Uiguren, die ihn ihrerseits von den Chinesen übernommen haben. Mit den Tierzeichen werden Jahre, Monate, Tage und Stunden benannt. In der zweiten Hälfte des 13. Jahrhunderts wurden infolge der Übernahme des Buddhismus durch die Mongolen der mongolische und der tibetische Kalender zusammengeführt. Letzterer beruht auf dem indischen Kālacakra-Tantra (‚Rad der Zeit‘) und wurde insbesondere in der Phugpa-Schule (15.–18. Jahrhundert) fortentwickelt. Die in der Mongolei gebräuchliche Variante heißt төгс буянт ‚völlig rein‘ und geht auf die buddhistischen Priester Luwsandandsandschantsan (Лувсанданзанжанцан, 1639–1704) und Ischbalschir (དགེ་ལྡན་རྩིས་གསར dge ldan rtsis gsar ‚völlig reine neue Sternkunde‘, 1747) zurück.

### Jahre
Dementsprechend gibt es für die Jahre zwei Bezeichnungen nebeneinander: die ursprünglich chinesische nach 12 Tierzeichen und 10 Himmelsstämmen (mongolisch 5 Elemente bzw. Farben mal 2 Geschlechter) und die ursprünglich indische mit 60 einzelnen Jahresnamen, die einen Zyklus des Werdens und Vergehens beschreiben. Neujahr (Tsagaan sar) liegt im Januar oder Februar. Als Epoche dieses 60-jährigen Zyklus dient das Jahr 1027, welches als Jahr der Übersetzung des Kālacakra-Tantras aus dem Sanskrit ins Tibetische gilt.
| Nr. | Tier mit Farbe/Element und Geschlecht       | Name[8]                      | 16. Zyklus | 17. Zyklus |
| --- | ------------------------------------------- | ---------------------------- | ---------- | ---------- |
| 1   | 🐇︎ weiblicher roter bzw. Feuer-Hase         | Сайтар гарсан                | 1927       | 1987       |
| 2   | 🐉︎ männlicher gelber bzw. Erd-Drache        | Сайтар болсон                | 1928       | 1988       |
| 3   | 🐍︎ weibliche gelbe bzw. Erdschlange         | Цагаан                       | 1929       | 1989       |
| 4   | 🐎︎ männliches weißes bzw. Eisen-Pferd       | Маш согтонги                 | 1930       | 1990       |
| 5   | 🐑︎ weibliches weißes bzw. Eisen-Schaf       | Төрөлхтөний эзэн             | 1931       | 1991       |
| 6   | 🐒︎ männlicher schwarzer bzw. Wasser-Affe    | Ангира                       | 1932       | 1992       |
| 7   | 🐓︎ weibliches schwarzes bzw. Wasser-Huhn    | Цог нүүрт                    | 1933       | 1993       |
| 8   | 🐕︎ männlicher blauer bzw. Holz-Hund         | Бода                         | 1934       | 1994       |
| 9   | 🐖︎ weibliches blaues bzw. Holz-Schwein      | Насан төгөлдөр               | 1935       | 1995       |
| 10  | 🐁︎ männliche rote bzw. Feuer-Maus           | Баригч                       | 1936       | 1996       |
| 11  | 🐂︎ weibliches rotes bzw. Feuer-Rind         | Эрхэт                        | 1937       | 1997       |
| 12  | 🐅︎ männlicher gelber bzw. Erd-Tiger         | Олон үрт                     | 1938       | 1998       |
| 13  | 🐇︎ weiblicher gelber bzw. Erd-Hase          | Согтох төгөлдөр              | 1939       | 1999       |
| 14  | 🐉︎ männlicher weißer bzw. Eisen-Drache      | Тийн дарагч                  | 1940       | 2000       |
| 15  | 🐍︎ weibliche weiße bzw. Eisen-Schlange      | Сүргийн манлай               | 1941       | 2001       |
| 16  | 🐎︎ männliches schwarzes bzw. Wasser-Pferd   | Элдэв                        | 1942       | 2002       |
| 17  | 🐑︎ weibliches schwarzes bzw. Wasser-Schaf   | Наран                        | 1943       | 2003       |
| 18  | 🐒︎ männlicher blauer bzw. Holz-Affe         | Наран гэтэлгэгч              | 1944       | 2004       |
| 19  | 🐓︎ weibliches blaues bzw. Holz-Huhn         | Газар тэтгэгч                | 1945       | 2005       |
| 20  | 🐕︎ männlicher roter bzw. Feuer-Hund         | Баршгүй                      | 1946       | 2006       |
| 21  | 🐖︎ weibliches rotes bzw. Feuer-Schwein      | Хамгийг номхотгогч           | 1947       | 2007       |
| 22  | 🐁︎ männliche gelbe bzw. Erd-Maus            | Хотлыг баригч                | 1948       | 2008       |
| 23  | 🐂︎ weibliches gelbes bzw. Erd-Rind          | Харшилт                      | 1949       | 2009       |
| 24  | 🐅︎ männlicher weißer bzw. Eisen-Tiger       | Тийн урвагч                  | 1950       | 2010       |
| 25  | 🐇︎ weiblicher weißer bzw. Eisen-Hase        | Илжиг                        | 1951       | 2011       |
| 26  | 🐉︎ männlicher schwarzer bzw. Wasser-Drache  | Баясгалан                    | 1952       | 2012       |
| 27  | 🐍︎ weibliche schwarze bzw. Wasser-Schlange  | Тийн ялагч                   | 1953       | 2013       |
| 28  | 🐎︎ männliches blauer bzw. Holz-Pferd        | Ялгуусан                     | 1954       | 2014       |
| 29  | 🐑︎ weibliches blaues bzw. Holz-Schaf        | Солиоруулагч (Галзууруулагч) | 1955       | 2015       |
| 30  | 🐒︎ männlicher roter bzw. Feuer-Affe         | Нүүр муут (Муу нүүрт)        | 1956       | 2016       |
| 31  | 🐓︎ weibliches rotes bzw. Feuer-Huhn         | Алтан унжлагат               | 1957       | 2017       |
| 32  | 🐕︎ männlicher gelber bzw. Erd-Hund          | Тийн унжлагат                | 1958       | 2018       |
| 33  | 🐖︎ weibliches gelbes bzw. Erd-Schwein       | Урвуулагч                    | 1959       | 2019       |
| 34  | 🐁︎ männliche weiße bzw. Eisen-Maus          | Хотол төгс                   | 1960       | 2020       |
| 35  | 🐂︎ weibliches weißes bzw. Eisen-Rind        | Цөөвөр                       | 1961       | 2021       |
| 36  | 🐅︎ männlicher schwarzer bzw. Wasser-Tiger   | Сайжруулагч (Буян үйлдэгч)   | 1962       | 2022       |
| 37  | 🐇︎ weiblicher schwarzer bzw. Wasser-Hase    | Үзэсгэлэнт болгогч           | 1963       | 2023       |
| 38  | 🐉︎ männlicher blauer bzw. Holz-Drache       | Хилэнт эм                    | 1964       | 2024       |
| 39  | 🐍︎ weibliche blaue bzw. Holz-Schlange       | Элдэв эрдэнэт                | 1965       | 2025       |
| 40  | 🐎︎ männliches rotes bzw. Feuer-Pferd        | Сүрээр дарагч                | 1966       | 2026       |
| 41  | 🐑︎ weibliches rotes bzw. Feuer-Schaf        | Бичин                        | 1967       | 2027       |
| 42  | 🐒︎ männlicher gelber bzw. Erd-Affe          | Гадсан                       | 1968       | 2028       |
| 43  | 🐓︎ weibliches gelbes bzw. Erd-Huhn          | Амирлангуй                   | 1969       | 2029       |
| 44  | 🐕︎ männlicher weißer bzw. Eisen-Hund        | Ерд (Ерөнхий)                | 1970       | 2030       |
| 45  | 🐖︎ weibliches weißes bzw. Eisen-Schwein     | Харшлагч (Алжаас үйлт)       | 1971       | 2031       |
| 46  | 🐁︎ männliche schwarze bzw. Wasser-Maus      | Огоот баригч                 | 1972       | 2032       |
| 47  | 🐂︎ weibliches schwarze bzw. Wasser-Rind     | Сэрэмж үгүй                  | 1973       | 2033       |
| 48  | 🐅︎ männlicher blauer bzw. Holz-Tiger        | Хотол баясгалант             | 1974       | 2034       |
| 49  | 🐇︎ weiblicher blauer bzw. Holz-Hase         | Мангас                       | 1975       | 2035       |
| 50  | 🐉︎ männlicher roter bzw. Feuer-Drache       | Гал                          | 1976       | 2036       |
| 51  | 🐍︎ weibliche rote bzw. Feuer-Schlange       | Улбар шаргалт                | 1977       | 2037       |
| 52  | 🐎︎ männliches gelbes bzw. Erd-Pferd         | Цагийн элч                   | 1978       | 2038       |
| 53  | 🐑︎ weibliches gelbes bzw. Erd-Schaf         | Тус бүтээгч                  | 1979       | 2039       |
| 54  | 🐒︎ männlicher weißer bzw. Eisen-Affe        | Догшин                       | 1980       | 2040       |
| 55  | 🐓︎ weibliches weißes bzw. Eisen-Huhn        | Муу оюут                     | 1981       | 2041       |
| 56  | 🐕︎ männlicher schwarzer bzw. Wasser-Hund    | Их хэнгэрэг                  | 1982       | 2042       |
| 57  | 🐖︎ weibliches schwarzes bzw. Wasser-Schwein | Цусаар бөөлжигч              | 1983       | 2043       |
| 58  | 🐁︎ männliche blaue bzw. Holz-Maus           | Улаан нүдэн                  | 1984       | 2044       |
| 59  | 🐂︎ weibliches blaues bzw. Holz-Rind         | Хилэнт                       | 1985       | 2045       |
| 60  | 🐅︎ männlicher roter bzw. Feuer-Tiger        | Барагдагч                    | 1986       | 2046       |

### Monate
Auch für die Monate gibt es zwei Bezeichnungen: zum einen nach den 12 Tierzeichen (auch kombiniert mit den 5 dualen Elementen), zum anderen nach den 4 Jahreszeiten, die in je 3 Abschnitte eingeteilt werden. Bisweilen wird ein Schaltmonat (илүү сар) eingeschoben.
| бар ᠪᠠᠷᠰ 🐅 Tiger     | өвлийн дунд Wintermitte     |
| туулай ᠲᠠᠤᠯᠠᠢ 🐇 Hase | өвлийн сүүл Winterende      |
| луу ᠯᠤᠤ 🐉 Drache     | хаврын эхэн Frühlingsanfang |

| могой ᠮᠣᠭᠠᠢ 🐍 Schlange | хаврын дунд Frühlingsmitte |
| морь ᠮᠣᠷᠢ 🐎 Pferd      | хаврын сүүл Frühlingsende  |
| хонь ᠬᠣᠨᠢ 🐑 Schaf      | зуны эхэн Sommeranfang     |

| бич ᠪᠡᠴᠢᠨ 🐒 Affe    | зуны дунд Sommermitte    |
| тахиа ᠲᠠᠬᠢᠶ᠎ᠠ 🐓 Huhn | зуны сүүл Sommerende     |
| нохой ᠨᠣᠬᠠᠢ 🐕 Hund  | намрын эхэн Herbstanfang |

| гахай ᠭᠠᠬᠠᠢ 🐖 Schwein   | намрын дунд Herbstmitte  |
| хулгана ᠬᠤᠯᠤᠭᠠᠨ᠎ᠠ 🐁 Maus | намрын сүүл Herbstende   |
| үхэр ᠦᠬᠡ 🐂 Rind         | өвлийн эхэн Winteranfang |

### Tage
Schließlich können auch die Tage zweifach bezeichnet werden: wiederum nach den 12 Tierzeichen und den 5 dualen Elementen, daneben nach der Zählung des Tages im Monat.
Bei der zweiten Variante ist zu beachten, dass ein Mondtag (Zunahme der Elongation des Mondes um 360° ÷ 30d = 12°/d) etwa zwischen 21,5 und 25,7 Stunden lang sein kann, während ein Kalendertag 24 Stunden umfasst. Ist ein Mondtag vollständig in einem Kalendertag enthalten (kein Kalendertagswechsel innerhalb eines Mondtags), so entsteht in der Tageszählung eine Lücke. Ist umgekehrt ein Kalendertag vollständig in einem Mondtag enthalten (zwei Kalendertagswechsel innerhalb eines Mondtags), so erhält der Tag zweimal dieselbe Zählung.

### Stunden
Bei der Benennung von Stunden durch die 12 Tierzeichen wird teilweise von den vollen ungeraden Stunden ausgegangen, teilweise werden 40 Minuten addiert.
| хулгана 🐁 | 23(:40)–01(:40) |
| үхэр 🐂    | 01(:40)–03(:40) |
| бар 🐅     | 03(:40)–05(:40) |

| туулай 🐇 | 05(:40)–07(:40) |
| луу 🐉    | 07(:40)–09(:40) |
| могой 🐍  | 09(:40)–11(:40) |

| морь 🐎 | 11(:40)–13(:40) |
| хонь 🐑 | 13(:40)–15(:40) |
| бич 🐒  | 15(:40)–17(:40) |

| тахиа 🐓 | 17(:40)–19(:40) |
| нохой 🐕 | 19(:40)–21(:40) |
| гахай 🐖 | 21(:40)–23(:40) |

### Weitere Zyklen
Weitere Zyklen wie мэнгэ (9er-Zyklus) und суудал (8er-Zyklus) spielen in der Astrologie eine Rolle.

## Beispiel
Art. 70 Abs. 2 der mongolischen Verfassung bestimmt deren Inkrafttreten 
- „арван долдугаар жарны усан бичин жилийн хаврын тэргүүн хар барс сарын шинийн есний идрийн барилдлагаатай өлзийт сайн шар морин өдрийн морин цагаас“
- „um 12 Uhr des 12.02.1992 oder zur Stunde Pferd des glückverheißenden neunten Tages männliches gelbes Pferd des ersten Frühlingsmonats männlicher schwarzer Tiger des Jahres [männlicher] Wasser-Affe des siebzehnten 60-Jahre-Zyklus“